# Horaisan

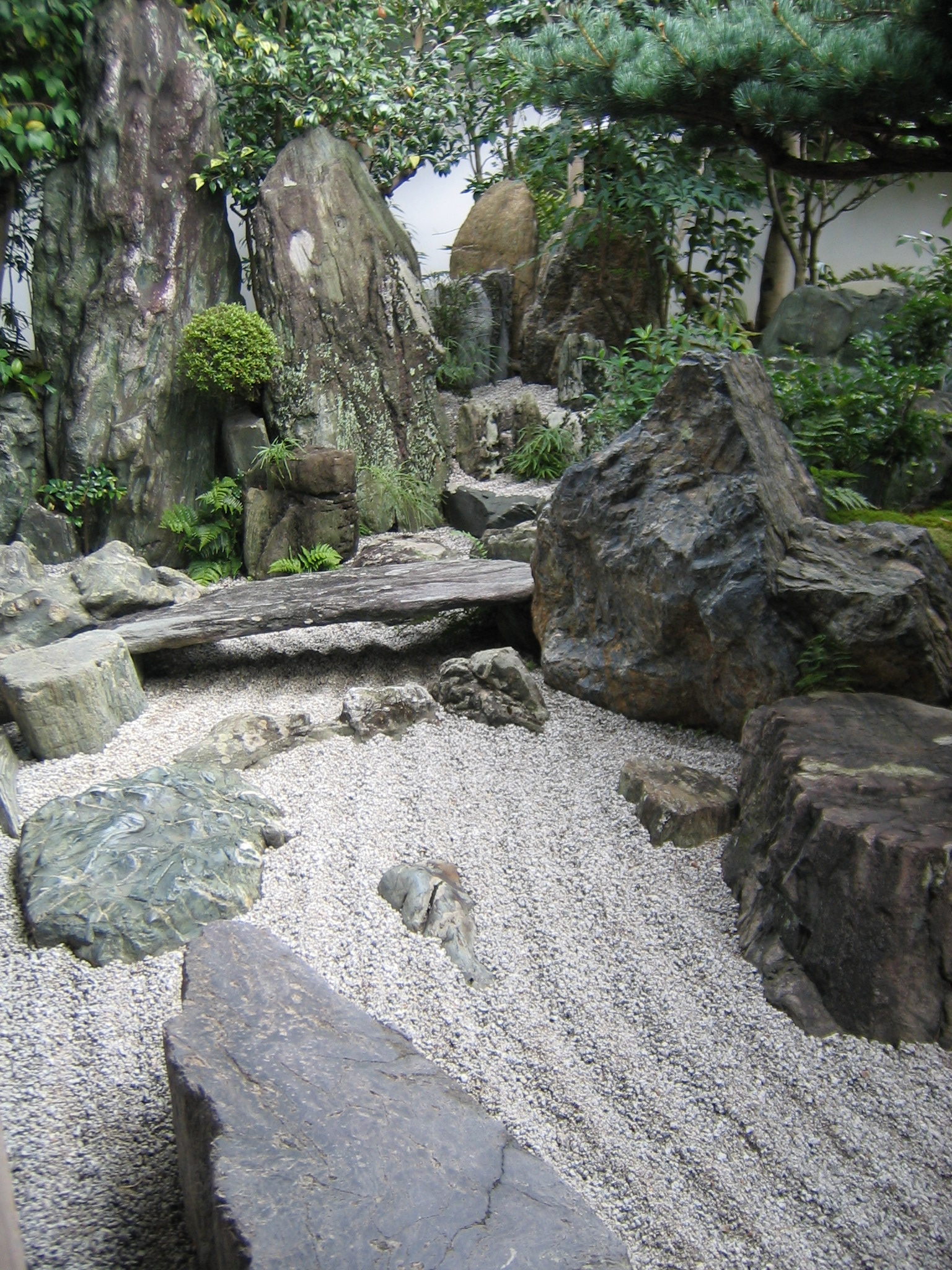
Vue du jardin sec du Daisen-in de la montagne horaisan au Daitoku-ji. Ici, les cinq pics du Horai s'élèvent derrière un petit pont reliant les nakajima (îles) de ce jardin. Le gravier peigné représente l'eau.

Horaisan (japonais : 蓬莱山), ou  horaijima (japonais : 蓬莱島), sont des termes utilisés pour désigner une île inaccessible qui fait généralement partie d'un jardin japonais, et souvent traduits respectivement par « montagne du trésor » ou « île au trésor ». Le nom vient de Horai, île chinoise importante dans la mythologie japonaise.
Les jardins japonais comprennent généralement un plan d'eau, plusieurs îles, des ponts, des points de méditation, quelques bâtiments et de nombreux types de plantes. Le horaisan est déconnecté de toute autre partie du jardin : il n'a ni ponts ni sentiers ni bâtiments. Cette combinaison de l'inaccessibilité avec la beauté de l'île symbolise le royaume du bonheur inaccessible aux mortels.
Contrairement aux horaisan, les nakajima désignent les îles accessibles aux visiteurs. Elles sont reliées les unes aux autres, et à la terre, par des ponts.